# Tuxtla Gutiérrez, Chiapas
Tuxtla Gutiérrez este un oraș, sediu municipalității omonime, Tuxtla Gutiérrez, și capitala statului Chiapas. Este sediul administrației publice locale și a delegațiilor statului în guvernul federal. Acoperă mai mult de 40 % din suprafața teritoriului municipalității și continuă să crească.

## Geografie
Orașul se află în interiorul depresiunii Chiapas, între valea Tuxtla la nord-est, Meseta de Copoya la sud, Muntele Mactumatza la sud-vest și un lanț muntos la nord care include Animas, Don Ventura și Sumidero, toate incluse în parcul național omonim.
Valea începe la limita cu orașul Berriozabal și continuă până la Rio Grande. Valea se găsește la o altitudine medie de 540 m. O mare parte a orașului Tuxtla Gutiérrez se află în această vale, în timp ce restul orașului se află pe pantele lanțului montan de la nord.

## Limite
La nord de oraș, se găsește Cerro de las Ánimas (Colina spiritelor), o prelungire a lanțului muntos central Chiapas, care ating înălțimea de peste 1.400 de metri la marginea lor estică, formând Cañón del Sumidero (Defileul Sumidero).

## Educație și cultură
Tuxtla Gutierrez este un oraș universitar, ale cărui institute de învățământ superior se găsesc mai ales în partea de vest a aglomerării urbane.
- Instituto Tecnologico de Tuxtla Gutierrez [4];
- ITESM (Chiapas Campus);
- Autonomous University of Chiapas (cu sediul în Tuxtla);
- Instituto de Estudios Superiores de Chiapas [5]

## Turism

### Locuri de interes
- ZOOMAT (Miguel Álvarez del Toro Zoo)
- The Marimba Square
- Cathedral of San Marcos
- Church of San Pascualito

### Muzee și galerii
- Anthropology and History Museum
- Paleontology Museum
- Botanical Museum

## Localnici faimoși
- Căpitanul Joaquín Miguel Gutiérrez
- Scriitorul Jaime Sabines
- Omul de afaceri Constancion Antonio Narvaez Rincon.